# Lambach (Austria)
Lambach è un comune austriaco di 3 377 abitanti nel distretto di Wels-Land, in Alta Austria; ha lo status di comune mercato (Marktgemeinde).

## Storia

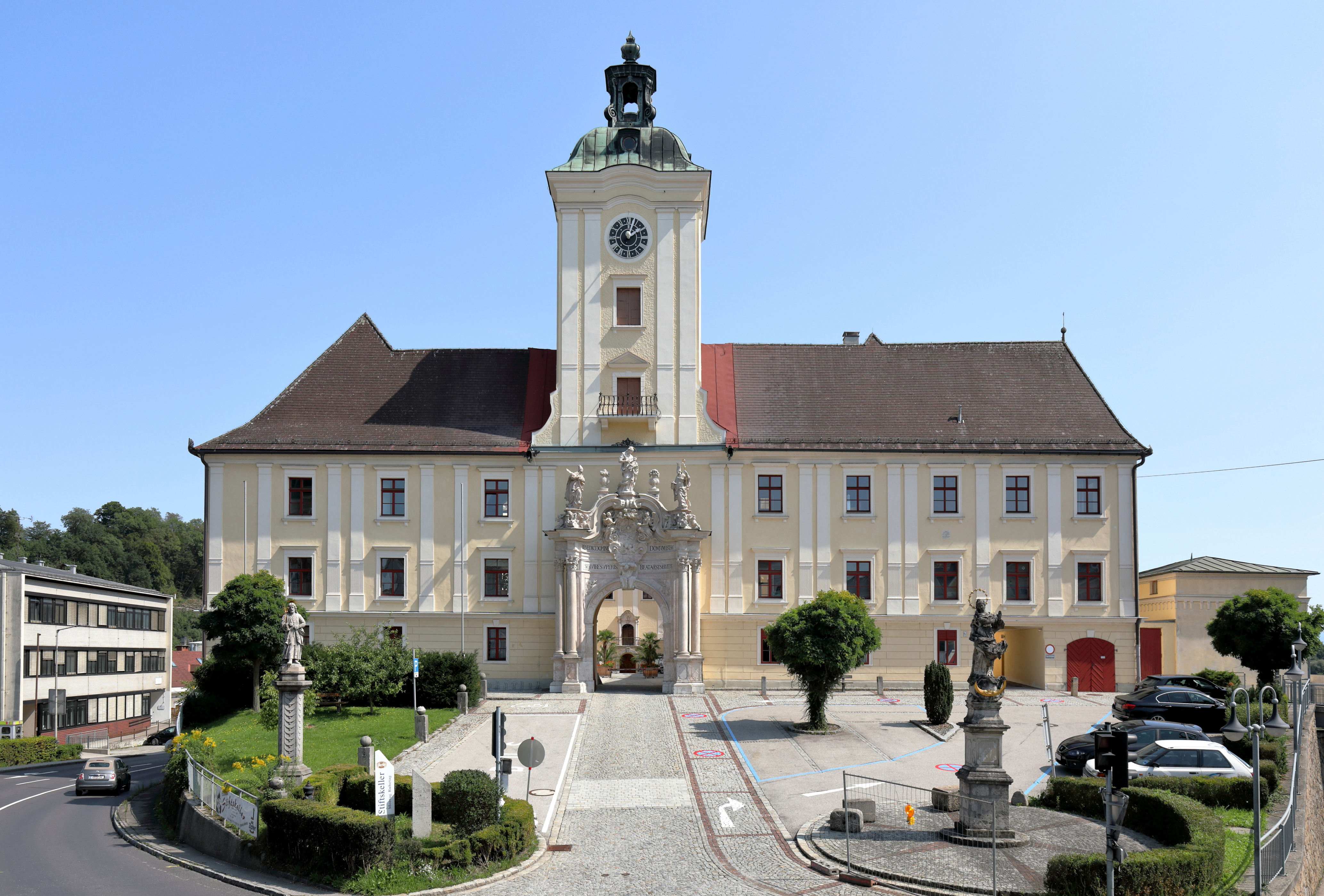
Abbazia di Lambach - Ingresso principale

Lambach è stato un centro importante lungo la via del sale che partiva da Salisburgo. Nel medioevo vi fu fondata l'abbazia di Lambach, che divenne benedettina dal 1056.